# BizBooks
BizBooks je české nakladatelství, které patří pod vydavatelství Albatros Media. Vzniklo vyčleněním z nakladatelství Computer Press. Zaměřuje se na ekonomická témata, vydává ale i knihy o kariéře a osobním rozvoji. Vychází zde knihy jak od zahraničních spisovatelů (David Graeber, George Soros, Philip Kotler, Tony Buzan či Malcolm Gladwell), tak i od českých autorů (Lukáš Kovanda nebo Ladislav Zibura).